# Swamp Man
swamp man (il titolo nella copertina è riportato con le iniziali minuscole) è il quinto ed ultimo album in studio degli High and Mighty Color, nonché l'unico con la cantante HALCA, che sostituì Mākii dopo la sua separazione dalla band. È stato pubblicato il 2 settembre 2009.
A differenza degli album precedenti, swamp man non è prodotto dal gruppo musicale HΛL, bensì dagli HaMC stessi.

## Il disco
L'album è stato pubblicato dopo due singoli digitali, XYZ e good bye (pubblicati rispettivamente l'8 luglio e il 9 agosto 2009). In questo lavoro la band abbandona del tutto le influenze J-pop, passando ad un J-rock con forti influenze heavy metal e hard rock; le parti vocali eseguite da Yūsuke hanno subito un cambiamento radicale, rendendole quasi esclusivamente degli scream. Un'altra rottura con il passato è data dal ruolo dei chitarristi: in quest'album Mai Hoshimura, storica tastierista del gruppo, è assente; MEG esegue le tastiere (sensibilmente ridotte) in ogni brano così come la chitarra solista, mentre Kazuto viene relegato alla chitarra ritmica; esegue comunque l'assolo nei brani eyes e hate, e quelli dei brani good bye e fly me to the other moon in duetto con MEG. L'album si posizionò al 25º posto nella classifica Oricon lo stesso giorno della sua uscita.
Insieme a G∞VER, swamp man è l'unico album della band la cui tracklist presenti titoli esclusivamente in inglese.

## Lista tracce
1. swamp man (MEG) – 2:24
2. XYZ (HALCA, Yūsuke, Mackaz) – 3:44
3. good bye (HALCA, Yūsuke, MEG) – 4:13
4. eyes (HALCA, Yūsuke, SASSY) – 4:27
5. fly me to the other moon (HALCA, Yūsuke, Kazuto) – 4:00
6. pain (HALCA, Yūsuke, MEG) – 4:21
7. 7.2 (HALCA, Yūsuke, MEG) – 4:51
8. hate (HALCA, Yūsuke, SASSY) – 4:35
9. living (HALCA, Yūsuke, SASSY) – 3:38
10. you (HALCA, Yūsuke, Kazuto) – 4:01

## Formazione
- HALCA – voce
- Yūsuke – voce
- MEG – chitarra solista, tastiere; pianoforte in swamp man e XYZ; chitarra ritmica in eyes
- Kazuto – chitarra ritmica; chitarra solista in eyes; assolo di chitarra in hate
- Mackaz – basso
- SASSY – batteria, programmazione